# FaceTime
Facetime je bezplatná chatovací služba americké společnosti Apple. Služba nabízí hovory a videokonference prostřednictvím vlastního aplikačního softwaru. Běží na zařízeních, která pracují s interním operačním systémem iOS a přední kamerou. To podporuje interní zařízení iPhone, iPad a iPod Touch i dále vyvinuté varianty zařízení.

## Název
Apple koupil název „FaceTime“ od FaceTime Communications, která se v lednu 2011 přejmenovala na Actiance. Dne 7. června 2010 hlavní ředitel společnosti Apple Steve Jobs oznámil FaceTime ve spojení s iPhone 4 v hlavním projevu na celosvětové konferenci Apple Worldwide Developers Conference v roce 2010. Podpora čtvrté generace iPodu Touch (první model iPodu Touch vybavený kamerami) byla oznámena v souvislosti s uvedením zařízení na trh 8. září 2010. 2. března 2011 byla oznámena podpora FaceTime pro nově představený iPad 2, který měl přední i zadní kameru.

## Historie
24. února 2011 FaceTime opustil beta verzi.  
V květnu 2011 bylo zjištěno, že FaceTime bude bezproblémově fungovat přes 3G na všech modelech iPhone, iPad a iPod Touch, které jej podporují. I když FaceTime v té době fungoval pouze přes 3G, nyní podporuje 4G LTE volání v sítích po celém světě, přičemž dostupnost je omezena na plány GSM operátorů.
V roce 2018 přidal Apple podporu skupinového videa a zvuku do FaceTime, která může podporovat až 32 lidí v iOS 12 a macOS Mojave.
7. června 2021, během WWDC Keynote společnosti Apple, bylo oznámeno, že FaceTime bude zpřístupněn pro uživatele Android a Windows prostřednictvím webu. Na stejné akci byla oznámena nová funkce s názvem SharePlay pro FaceTime na iOS 15, iPadOS 15 a macOS Monterey. Umožní uživatelům iPhonu, iPadu a Macu sdílet hudbu, video nebo obrazovku s účastníky hovoru.